# 제이콥 레이놀즈
제이콥 레이놀즈(Jacob Reynolds, 1983년 5월 13일 ~ )는 미국의 배우이다.
세인트피터즈버그에서 태어났다.

## 영화
- 드로파 (2018년) - 바텐더 역
- 어그레션 스케일 (2012년) - 프레디 역
- 올 원 모먼트 (2011년)
- 더 블라인드 (2009년)
- 로렌 카스 (2006년)
- 12월이 끝나다 (2006년)
- 사랑을 위하여 (1999년)
- 세이프 맨 (1998년)
- 구모 (1997년)
- 로드 투 웰빌 (1994년)
- 스타 만들기 (1993년)